# Komae
Komae (狛江市 -shi) é uma cidade japonesa localizada na província de Tóquio.
Em 2003, a cidade tinha uma população estimada em 77 390 habitantes e uma densidade populacional de 12 111,11 h/km². Tem uma área total de 6,39 km².
Recebeu o estatuto de cidade a 1 de Outubro de 1970.